# Peeling

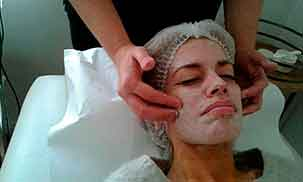
Peelinganwendung im Gesicht

Peeling (englisch to peel ‚schälen‘, ‚pellen‘) oder Schälkur ist eine kosmetische oder dermatologische Behandlung, bei der oberflächliche Schichten der Haut flächig entfernt werden.

## Arten
Beim oberflächlichen Peeling wird die oberste Hornschicht der Haut mechanisch oder chemisch entfernt. Diese Behandlung wird umgangssprachlich als Peeling bezeichnet, viele Anbieter bezeichnen diese Methode als Mikrodermabrasion.
Beim mitteltiefen Peeling wird die gesamte Hornschicht chemisch entfernt. Dies muss langfristig vorbereitet werden und benötigt ca. eine Woche bis zur Abheilung.
Beim tiefen Peeling wird die Haut bis zur Kollagenschicht abgetragen. Die Abheilung benötigt mehrere Wochen. Dieses Verfahren ist in Europa kaum üblich.

### Mechanisches Peeling
Im Rahmen mechanischer Peelingbehandlungen kommen zum Einsatz:
- Aluminiumoxid-Mikropartikel[1]
- Polydimethylsilikonharz-Mikropartikel[1]
- Kunststoffpartikel
- Salzkristalle
- Koridonkristalle
- Zuckerkristalle
- harte Bürsten
- Mikrofasertücher
- Tonerde
- Sand
- Kaffeesatz (in Japan beliebt)
- Zerstoßene oder zermahlene Kerne von z. B. Pfirsichen oder Aprikosen
- Wachs (z. B. Reiskleiewachs)
- Flüssigstickstoff (wirkt oberflächlich bis mitteltief)

### Chemisches Peeling
Für chemische Peelingbehandlungen werden folgende Substanzen verwendet:
- Fruchtsäuren (wirkt oberflächlich, z. B. Glykolsäure)
- β-Lipohydroxysäure (LHA) (wirkt oberflächlich)
- Trichloressigsäure (TCA) (wirkt mitteltief)
- Phenolverbindungen (tiefe Wirkung)
- Tretinoin (Vitamin-A-Säure)

### Peeling per Laser
Ein Peeling mit Erbium-YAG-Laser ist ziemlich tief, hat eine längere Heilungszeit von etwa 1 Woche und kann zu Rötungen führen, die ca. 2 bis 4 Wochen anhalten können.
Weiterhin gibt es den sogenannten gepulsten Kohlendioxidlaser, der tief wirkt, aber eine längere Heilungszeit von etwa 1 Woche aufweist, die Rötung kann ca. 1 bis 4 Monate anhalten.

## Geschichte
Im alten Ägypten sollen Behandlungen üblich gewesen sein, die dem heutigen oberflächlichen Peeling entsprechen.
Im türkischen Bad (Hamam) wird traditionell eine Ganzkörperbehandlung mit einem Handschuh aus Ziegenhaar durchgeführt.
In Europa ist Peeling erst seit den 60er Jahren verbreitet.
Heutzutage wird beim oberflächlichen Peeling die oberste Hornschicht der Haut mechanisch oder chemisch entfernt.

## Anwendung
Peeling wird angewendet gegen:
- Pigmentflecken (z. B. Altersflecken), Pigmentstörungen
- Linien, Fältchen und Falten (siehe Hautalterung)
- Hautunreinheiten, vergrößerte Poren
- bestimmte Akne-Formen
- Hyperkeratosen
- Hautnarben

## Effekte des mechanischen Peelings
Ein mechanisches Peeling soll die Elastizität und Festigkeit der Haut erhöhen sowie die „Poren“ verkleinern. Die Tiefe der Falten reduziert sich und die Wirkstoffaufnahme der Haut wird optimiert. Ferner werden die hauteigene Collagen- und Elastinproduktion (Tiefeneffekte) aktiviert.
Meist wird Peeling an Gesicht, Händen und Dekolleté, ein oberflächliches Peeling auch als Ganzkörperbehandlung angewendet.

## Wirkungsweise
Grundsätzlich gilt, je stärker ein Peeling, desto tiefere Hautschichten werden dadurch abgetragen. Chemische Peelings (Säuren) lassen das Eiweiß der Haut gerinnen (denaturieren es). So kommt es beispielsweise dazu, dass bei einem Trichloressigsäure-Peeling ein „Frosting“ auftritt, d. h. eine weiße Schicht von zerstörtem Protein sichtbar wird. Die Stärke eines Säurepeelings ist abhängig von der verwendeten Konzentration, der Einwirkdauer und wie stark es in die Haut „eingerieben“ wird. Je stärker ein Peeling, desto intensiver die Effekte, desto mehr Nebenwirkungen müssen aber auch einkalkuliert werden.

## Risiken
- Das oberflächliche Peeling bringt kaum Risiken mit sich. Intensive mechanische Behandlung der Haut fördert allerdings die Verhornung. Personen mit einer venösen Störung, hier insbesondere bei Couperose (meist im Gebiet der Nasenflügel), sollten auf Peeling verzichten, da Peelings das Wachstum von Besenreisern fördern. Die größte Gefahr besteht durch Infektionen mit Warzenviren.

- Bei mitteltiefem und tiefem Peeling bestehen folgende Risiken:
  - Infektionen,
  - Schädigung tieferer Hautschichten,
  - bei unsachgemäßer Anwendung der Säuren unbeabsichtigte Verätzungen,
  - Phenol ist krebserregend und herzschädigend
  - Narbenbildung: bei Befolgung aller Ratschläge des Arztes jedoch unwahrscheinlich
  - dauerhafte Pigmentstörungen, begünstigt durch die Einnahme hormoneller Verhütungsmittel und durch UV-Strahlung
  - Empfindlichkeit gegen UV-Strahlen: Sonne sollte einige Monate nach einem Peeling unbedingt gemieden werden. Wenn man aus dem Haus geht, sollte man Sonnencreme mit einem angepassten Lichtschutzfaktor auftragen, im Sommer bei starker Sonne auf jeden Fall einen sehr hohen Lichtschutzfaktor nehmen.

## Einzelbelege
1. 1 2  Klaus Karl Degitz, Hanns-Jürgen Krauß: Pathogenese, Klinik und Pharmakotherapie der Akne (= Schriftenreihe der Bayerischen Landesapothekerkammer. H. 69). GOVI-Verlag, Eschborn 2004, ISBN 3-7741-1021-2, S. 59: 2.3 Abrasiva. Volltext.